# Cayo Apuleyo Diocles
Cayo o Gayo Apuleyo Diocles   (¿Augusta Emerita?, Lusitania, 104 – Praeneste, después de 146) fue un deportista hispano (tal como pone abajo en el texto latino) natural de la provincia romana de Lusitania, el más notable auriga del Mundo Antiguo.
Su figura ha sido reivindicada en los últimos tiempos en la ciudad de Mérida, aunque no conste el lugar exacto de su nacimiento.
Su carrera de 23 años comenzó a los 18 años por la facción blanca, cambiando a la verde a los 24 y finalmente a la roja a los 27, donde siguió corriendo hasta retirarse a los 42 años. Compitió en 4257 carreras y obtuvo 1462 victorias, quedando en  segundo o tercer puesto en otras 1438 carreras. El porcentaje de triunfos es superior al 34 %. Se estima que ganó la impresionante suma de 35 863 120 sestercios antes de retirarse a los 42 años, instalándose en la ciudad latina de Preneste, donde falleció.
Verdadero as de su tiempo, Diocles debió de ser, en palabras de Antonio García y Bellido, el "héroe de las muchedumbres más apasionadas, ídolo de un pueblo que cifraba su felicidad en estas dos solas palabras: panem et circenses."Es interesante  poner en contexto que es el auriga más famoso por conservarse el texto completo que nos da a conocer su carrera, pero el número de victorias de Diocles palidece ante otro conductor de carros hispano, Flavio Escorpo, que vivió en la segunda mitad del siglo I. Diocles consiguió 1462 victorias frente a las 2048 de Escorpo. Sin embargo, Diocles consiguió disfrutar de sus ganancias, algo que Escorpo no pudo hacer, puesto que murió a los 27 años.

## Biografía
Nacido en el año 104 en Lusitania, donde con toda probabilidad dio sus primeros pasos en las carreras de cuadrigas en circos como el de Augusta Emerita. La vida y carrera del lusitano Diocles nos es conocida únicamente gracias a dos documentos epigráficos. El primero es una lápida procedente de Roma, ciudad de sus triunfos, que resumía su trayectoria profesional y sus logros jamás igualados. Debieron levantarla sus admiradores en el Circo de Nerón, en la actual Ciudad del Vaticano, donde Diocles debió correr miles de veces y donde han aparecido varios monumentos más de la misma especie. El de Diocles es el testimonio epigráfico más importante sobre las carreras de carros. Aunque el original se ha perdido, quedan copias del texto:

C(aivs) Appv]LEIVS DIOCLES AGITATOR FACTIONIS RVSSATAE / [nati]ONE HISPANVS LVSITANVS ANNORUM XXXXII MENS(ivm) VII D(iervm) XXIII / [pri]MVM AGITAVIT IN FACTIONE ALB(ata) ACILIO AVIOLA ET CORNELIO PANSA CON(n)S(vlibvs) / [primv]M VICIT IN FACTIONE EADEM M(anio) ACILIO GLABRIONE C(aio) BELLICIO TORQVATO CON(n)S(vlibvs) / [item p]RIMVM AGITAVIT IN FACTIONE PRASINA TORQUATO ASPRENATE II ET ANNIO LIBONE CO(n)S(vlibvs) PRIMVM VICIT / [in faction]E RVSSATA LAENATE PONTIANO ET ANTONIO RVFINO CO(n)S(vlibvs) SVMMA QVADRIGA AGITAVIT ANNIS XXIIII MISSVS OSTIO IIII (mille) CCLVII / [vicit I(mille) CCC] CLXII A POMPA CX SINGVLARVM VICIT I(mille)LXIIII INDE PRAEMIA MAIORA VICIT LXXXXII XXX(milivm) XXXII EX HIS SEIVGES III XXXX(milivm) XXVIII / [ex his seivge]S II L(milivm) XXVIIII INDE SEPTEIVGE I LX(milivm) III BINARVM VICIT CCCXXXXVII TRIGAS AD HS XV(milia) IIII TERNARVM VICIT LI AD HONOREM VENIT II(milia) / [DCCCC tvlit s]ECVNDAS DCCCLXI TERTIAS DLXXVI QVARTAS AD HS I(mille) I FRVSTRA EXIT I(mille)CCCLI AD VENETVM VICIT X AD ALBATVM VICIT LXXXXI INDE AD HS XXX(milia) II / [rettvlit qvaest]VM HS CCCLVIII LXIII(milivm) CXX PRAETEREA BIGAS MI(liarias) VICIT III AD ALBATV(m) I AD PRASINV(m) II OCCVPAVIT ET VICIT DCCCXV SVCCESSIT ET VICIT LXVII / [praemisit et vici]T (?) XXXVI VARIIS GENERIBUS VIC(it) XXXII ERIPVIT ET VICIT DII PRASINIS CCXVI VENETIS CCV ALBATIS LXXXI EQVOS CENTENARIOS FECIT N(vmero) VIIII ET DVCENAR(ivm) I / INSIGNIA EIVS / [3]TO SIBI QVO ANNO PRIMVM QUADRIGIS VICTOR EXSTITIT BIS ERIPVIT BIS ACTIS CONTINETVR AVILIUM TEREN(tivm) FACTIONIS AVAE PRIMVM OMNIVM VICISSE  I(mille)XI EX QVIBVS ANNO UNO PLVRIMVM VINCENDO VICIT / [3 at Diocles qvo an]NNO PRIMVM CENTVM VICTORIAS CONSEVTVS EST VICTOR CIII SINGVLARVM VICIT LXXXIII ADHUC AVGENS GLORIAM TITVLI SVI PRAECESSIT THALLVM FACTIONIS SVAE QVI PRIMVS IN FACTIONE RVSSATA / [3 at Dio]CLES OMNIVM AGITATORVM EMINENTISSIMVS QVO ANNO ALIENO PRINCIPIO VICTOR CXXXIIII SINGVLARVM VICIT CXVIII QVO TITVLO PRAECESSIT OMNIVM FACTIONVM AGITATORES QVI VNQVAM / [certaminibvs lvdorvm ci]RCENSIVM INTERFVERVNT OMNIVM ADMIRATIONE MERITO NOTATVM EST QVOD UNO ANNO ALIENO PRINCIPIO DVOBVS INTROIVGIS COTYNO ET POMPEIANO VICIT LXXXXVIIII LX(milia) I L(milia) IIII XL(milia) I XXX(milia) II / [ille 3 fact]IONIS PRASINAE VICTOR I(mille)XXV PRIMVM OMNIVM VRBIS CONDITAE AD HS L(milia) VICIT VII DIOCLES PRAECEDENS EVM INTROIVGIS TRIBVS ABIGEIO LVCIDO PARATO L(milia) VICIT VIII / [item praecedens C]OMMUNEM VENVSTVM EPAPHRODITVM TRES AGITATORES MILIARIOS FACTIONIS VENETAE [qui] AD HS L VICISSENT XI DIOCLES POMPEIANO ET LVCIDO DVOBVS INTROIVGIS L(milia) VICIT / [XII(?) ille 3] FACTIONIS PRASINAE VICTOR I(mille)XXV ET FLAVIVS SCORPUS VICTOR II XLVIII ET POMPEIVS MVSCLOSVS VICTOR III DLVIIII TRES AGITATORES VICTORES VI DCXXXII AD HS L(milia) VICERVNT XXVIII / [at Diocles omnivm agitatorvm emi]NENTISSIMVS VICTOR I(mille)CCCCLXXII L(milia) VICIT XXVIIII NOBILISSIMO TITVLO DIOCLES NITET CVM FORTVNATVS FACTIONES PRASINAE IN VICTORE TVSCO VICTOR CCCLXXXVI L(milia) VICIT IX DIOCLES / [in victore Pompeiano victo]R CLII L(milia) VICIT X LX(milia) I NOVIS COACTIONIBVS ET NVMQVAM ANTE TITVLIS SCRIPTIS DIOCLES EMINET QVOD VNA DIE SEIVGES AD HS XL(milia) MISSVS BIS VTRASQVE VICTOR EMINVIT ADQVE AMPLIVS / [3] SVISQVE SEPTEM EQVIS IN SE IVNCTIS NVMQVAM ANTE HOC NVMERO EQVORVM SPECTANO CERTAMINE AD HS L(milia) IN ABIGEIO VICTOR EMINVIT ET SINE FLAGELLO ALI(i)S CERTAMINIBVS AD HS XXX(milia) / [vicit 3]VM VISUS ESSET HIS NOVITATIBVS DVPLICI ORNATVS EST GLORIA INTER MILIARIOS AGITATORES PRIMVM LOCVM OBTINERE VIDETVR PONTIVS EPAPHRODITVS FACTIONIS VENETAE / [qvi temporibvs Imp(eratoris) nostri Anto]NINI AVG(vsti) PII SOLVS VICTOR I(mille)CCCCLXVII SINGVLARVM VICIT DCCCCXI AD DICOLES PRAECEDENS EVM VICTOR I(mille)CCCCLXII INTER SINGVLARES I(mille)LXIIII ISDEM TEMPORIBVS / [Pontivs Epaphroditvs eripvit] ET VICIT CCCCLXVII Diocles ERIPVIT ET VICIT DII DIOCLES AGITATOR QVO ANNO CXXVII ABIGEIO LVCIDO POMPEIANO INTROIVGIS TRIBVS VICTOR CIII INTER / [3 inter em]INENTES AGITATORES INTROIVGIS AFRIS PLVRIMVM VICERVNT PONTIVS EPAPHRODITVS FACTIONIS VENETAE IN BVBALO VICIT CXXXIIII POMPEIVS MVSCLOSVS FACTIONIS PRASINAE / [3 vicit] CXV DIOCLES SVPERATIS EIS IN POMPEIANO VICTOR CLII SINGVLARVM VICIT CXXXXIIII AMPLIATIS TITVLIS SVIS COTYNO GALATA ABIGEIO LVCIDO POMPEIANO INTROIVGIS QVINQVE / VICTOR CCCCXXXXV SINGVLARVM VICIT CCCLXXXXVII.

Cayo Apuleyo Diocles, auriga de la facción roja, de nación hispano lusitano, con 42 años, 7 meses y 23 días. Corrió por primera vez en la facción blanca, siendo cónsules Acilio Aviola y Cornelio Pansa (122 d.C.). Venció por primera vez en la misma facción siendo cónsules Manio Acilio Glabrión y Cayo Belicio Torcuato (124 d.C.). Corrió por primera vez en la facción verde siendo cónsules Torcuato Asprenate por segunda vez y Anio Libón (128 d.C.). Ganó por primera vez en la facción roja siendo cónsules Lenas Ponciano y Antonio Rufino (131 d.C.), condujo cuádrigas (durante) 24 años. Salió de la puerta 4.257 (veces). Venció 1.462 (veces), 110 a pompa. Venció en singulares 1.064 veces, de entre ellas 92 premios mayores: el de 30.000 (sestercios) 32 (veces), tres de ellas con tiro de seis caballos; el de 40.000 28 (veces), dos de ellas con tiro de seis caballos; el de 50.000 29 (veces), dos de ellas con tiro de siete caballos; el de 60.000 tres veces; en los desafíos de dos carros 347 (veces), 4 de ellas con un tiro de tres caballos, (el premio de) 15.000 sestercios; en los de tres carros venció 51 (veces). Consiguió los honores en 1.462 carreras, segundos 861 (veces), terceros 576, cuarto una vez con premio de 1.000, y salió en vano 1.351 veces. En la facción azul venció 10 (veces), en la blanca 91, de ellas dos con premio de 30.000 sestercios. Obtuvo una ganancia (total) de 35.863.120 sestercios, y además ganó con tiros de dos caballos miliarios (que ya habían ganado 1.000 carreras) 3 (veces), 1 (de ellas) en los blancos y 2 en los verdes. Tomó la delantera (desde el inicio) y venció en 815 (ocasiones), quedó retrasado (y luego) ganó en 67, perdió la delantera (la recuperó y) ganó en 36. En otros géneros ganó 42 (veces). Adelantó a todos (saliendo último) y venció 502 (veces), 216 en los verdes, 205 en los azules (y) 81 en los blancos. Hizo centenarios a 9 caballos y bicentenario a 1. Sus distinciones (...) cuando un año ganó con un tiro de cuatro caballos por una cabeza (de ventaja) dos veces y adelantando a todos (saliendo último) dos veces. Según consta en las actas (del circo) Avilio Terencio, de su facción, fue el primero que venció 1.011 (veces), desde lo cual muchos (también) vencieron (...) Diocles, el año que (obtuvo) por primera vez 100 victorias consecutivas, fue vencedor 103, (y) venció en singulares 83. Además de esto, aumentando la gloria de sus títulos, superó a Talo, de su facción, que por primera vez en la facción roja (...) Diocles, el más eminente de todos los aurigas, venció en un año 134 (veces) cediendo el inicio (¿dando ventaja?), en singulares 118, títulos que lo elevan por encima de todos los aurigas que jamás corrieron en los certámenes de los juegos circenses. Todos repararon y admiraron el mérito de que, cediendo el inicio y con un tiro de dos caballos, llevando en su yugo a Cotino y a Pompeyano, venciese 99 (veces), 1 (con un premio de) 60.000 (sestercios), 4 de 50.000, 1 de 40.000 y 2 de 30.000 (...) de la facción verde, venció 1.025 (veces), el primero de todos desde la fundación de la ciudad que venció en 7 carreras de 50.000 sestercios. Diocles le superó y venció 8 veces con tres (caballos), llevando en su yugo a Abigeio, Lúcido y Parato. Así mismo superó a Comunis, Venusto y Epafrodito, tres aurigas miliarios de la facción azul que ganaron 11 (veces) en (premios) de 50.000 sestercios. Diocles, con dos (caballos), Pompeyano y Epafrodito, venció en (premios) de 50.000 (sestercios) ¿12? (veces) (...) de la facción verde, vencedor 1.025 (veces), Flavio Escorpo, vencedor 2.048 (veces), Pompeyo Musculoso, vencedor 3.559 (veces), tres aurigas que (en conjunto) vencieron 6.632 (veces), 28 de ellas de 50.000 sestercios (...) Diocles, el más eminente de todos los aurigas, ganó 1.462 (veces), 29 (de ellas) de 50.000 sestercios. Con nobilísimo esplendor brilla Diocles. Si Fortunato, de la facción verde, con el (caballo) vencedor Tusco, ganó 386 (veces), 9 (de ellas) de 50.000 sestercios (...) Diocles, con el (caballo) vencedor Pompeyano, ganó 152 (veces), 10 (de ellas) de 50.000 sestercios y 1 de 60.000. Diocles descolló con nuevas proezas y marcas nunca antes registradas, como ganar en un día dos veces (un premio) de 40.000 sestercios con un tiro de seis caballos, y, aún más, (...) con un tiro de siete caballos uncidos entre sí, espectáculo nunca visto hasta entonces con ese número de caballos, venció en un certamen de 50.000 sestercios, y descolló vistorioso con (el caballo) Abigeio y sin látigo. Ganó en otros certámenes de 30.000 sestercios (...) como estas novedades se vieron por primera vez está doblemente ornado por la gloria. El que parece haber obtenido el primer lugar de entre los aurigas miliarios, Poncio Epafrodito, de la facción azul, solo ganó 1.467 (veces), 940 (de ellas) singulares, en tiempos de nuestro emperador Antonino Pío Augusto. Diocles ganó 1.462 veces, 1.064 (de ellas) singulares. En este mismo tiempo Epafrodito venció adelantando a todos (saliendo último) 467 (veces). Diocles venció adelantando a todos (saliendo último) 502 (veces). El auriga Diocles venció este año 127 (veces), con (los caballos) Abigeio, Lúcido y Pompeyano; Poncio Epafrodito, de la facción azul, venció con Búbalo 134 (veces); Pompeyo Musculoso, de la facción verde, con (...), venció 115 (veces). Diocles los superó, (y) ganó con Pompeyano 152 (veces), 144 (de ellas) singulares. Y, aumentando su gloria, ganó 445 (veces), 397 (de ellas) singulares, llevando en yugo a los cinco (caballos) Cotino, Gálate, Abigeio, Lúcido y Pompeyano

En 1790, Juan Francisco Masdeu llamó la atención al hecho de que la expresión "agitavit in factione Alba" o "in factione prassina", quizá no signifique, como parece a primera vista, que Diocles fuera cambiando de colores, y sugería que corrió siempre con los rojos, tal como expresa la lápida, y que esas expresiones querían decir "en [los juegos patrocinados por] la facción blanca", "verde", etc.
El segundo texto procede del templo de la Fortuna Primigenia de Praeneste (actual Palestrina), donde decidió retirarse hasta el fin de sus días. De su muerte no se sabe nada. Se piensa que murió en Praeneste, rico y con buena posición social. Dejó dos hijos, chico y chica, Cayo Apuleyo Nimfidiano y Nimfidia, que dedicaron a su padre una desaparecida estatua de la cual era basa la estela de la inscripción. El texto es el siguiente:

C(AIO) APPVLEIO DIOCLI
AGITATORI PRIMO FACT(IONE)
RVSSAT(O) NATIONE HISPANO
FORTVNAE PRIMIGENIAE
D(onVm) D(edit)
C(aius) APPVLEIVS NYMPHIDIANVS
ET NYMPHYDIA FILII

En el siglo XVII, Rodrigo Caro compuso un epitafio en honor del auriga hispano C. Apuleyo Ninfidio Diocles como motivo literario para su tratado sobre los juegos antiguos.